# Pena de mort a Singapur
La pena de mort és legal a Singapur. La ciutat estat va tenir la segona major taxa per capita d'execució en el món entre 1994 i 1999, estimada per ls Nacions Unides sent 1.383 execucions a l'any per cada cent mil habitants en aquest període. El més alt era Turkmenistan (ara un país abolicionista) amb 1.492. Cada ajusticiament a Singapur és dut a terme per penjament en la Presó Changi Prison a trenc d'alba cada divendres.
Singapur ha tingut la pena de mort des que era un colònia britànica i va arribar a ser independent abans que el Regne Unit abolís la pena de mo. El procediment de Singapur que penja les persones condemnades està fortament influenciat pels mètodes utilitzats anteriorment en la Gran Bretanya.

## Casos notables
- Adrian Lim, Tan Mui Choo, i Hoe Kah Hong, condemnats a mort per matar a una xiqueta de nou anys i un xiquet de deu anys el 1981. Els tres foren penjats el 1988. Vegeu Assassinats rituals Toa Payoh per a més detalls sobre el cas.

- Johannes van Damme, un enginyer neelandès penjat al setembre de 1994 per tràfic de drogues. Ell va ser el primer europeu a ser executat a Singapur des que el país va obtenir la independència el 1965.

- Flor Contemplacion, un treballador domèstic filipí executat el 1995 per assassinar un altre criat filipí i a un nen de quatre anys. La seva execució severament va tensar les relacions entre Singapur i Filipines i va causar que molts filipins a lloure mostraren la seva frustració al seu propi govern i al govern de Singapur sobre el desemparament, l'abús i l'estrès mental que molts treballadors filipins a l'estranger pateixen arreu del món.

- Tong Ching-man, Lam Cheuk-wang, i Poon Yuen-chung, tres dones de Hong Kong penjades l'abril de 1995 per tràfic de drogues. Tong i Poon tenen ambdues 18 anys quan van ser capturades amb heroïna en la seva possessió en l'Aeroport Changi el 1988 i 1991, respectivament.[2]

- Angel Mou Pui-peng, una dona macau nascuda a Hong Kong penjada el desembre de 1995 per tràfic de drogues. Una mare soltera, tenia 25 anys en el moment de la seva execució.[3][4]

- John Martin Scripps, un assassí britànic de gatzara penjat a l'abril de 1996 per l'assassinat de tres turistes. Va ser el primer britànic a ser executat a Singapur des que el país va obtenir la independència el 1965.

- Shanmugam Murugesu, penjat el maig de 2005 per tràfic de drogues. Abans de la seva execució, al voltant de 120 persones van assistir a una vigília de tres hores celebrada per ell a l'Hotel Furama. Una petició anterior d'indult va ser rebutjada pel president de Singapur S. R. Nathan.[5]

- Van Tuong Nguyen, un vietnamita australià penjat el desembre de 2005 per tràfic de drogues. A petició de clemència per part del govern australià va ser rebutjada per les autoritats de Singapur.

- Took Leng How, un malai d'origen, envasador d'hortalisses, penjat el 2006 per l'assassinat de Huang Na, una nena de vuit anys, procedents de la Xina. L'apel·lació a la  Cort d'Apel·lacions va ser refusada, i una petició de clemència presentada pels seus familiars al president de Singapur S. R. Nathan també va ser rebutjada. Vegeu l'Assassinat de Huang Na per a més detalls sobre el cas.